# 하남중학교 (경기)
하남중학교(河南中學校)는 대한민국 경기도 하남시 창우동에 있는 공립 중학교이다.

## 학교 연혁
- 1993년 6월 10일 : 하남여자중학교 설립인가
- 1994년 3월 2일 : 초대 이학웅 교장 취임
- 1994년 3월 5일 : 하남여자중학교 입학식(300명)
- 2000년 12월 1일 : 학급 증설에 따른 교실증축
- 2006년 3월 1일 : 하남중학교 명칭 변경
- 2013년 3월 1일 : 과학교육선도학교 3차 운영, 특수학급 1증설, 혁신학교 지정
- 2014년 6월 13일 : 급식실(나래울관) 완공
- 2022년 3월 2일 : 제10대 박현숙 교장 취임
- 2023년 12월 21일 : 제30회 졸업식(139명, 총 7,338명)
- 2024년 3월 4일 : 입학식(5학급 141명)

## 참고 자료
- 하남중학교 - 한국교육학술정보원 학교알리미